# Цианамид кальция
Цианами́д ка́льция — кальциевая соль амида циановой кислоты (цианамида) с формулой {\displaystyle {\ce {CaCN2}}}.

## Получение
Синтез цианамида кальция производят длительным нагреванием до температуры около 2000 °С порошка карбида кальция в атмосфере азота:
{\displaystyle {\ce {CaC2 + N2 -> CaCN2 + C}}}.
При использовании карбоната кальция и угля температуру синтеза можно понизить до 1000°С:
{\displaystyle {\ce {CaCO3 + 3C + N2 -> CaCN2 + 3CO}}}.
Также возможен синтез действием аммиака на хлорциан, нагреванием синильной кислоты с оксидом кальция, и термическим разложением цианата кальция, получаемого сплавлением мочевины с оксидом кальция:
{\displaystyle {\ce {3CO(NH2)2 ->[{сплавление}] 3HOCN + NH3}}}
{\displaystyle {\ce {CaO + 2HOCN -> Ca(OCN)2 + H2O}}}
{\displaystyle {\ce {Ca(OCN)2 ->[{800°C}] CaCN2 + CO2}}}

## Физические свойства
Технический цианамид кальция — бесцветные, не разлагающиеся на сухом воздухе кристаллы. Содержит примерно 35 % связанного азота. Собственно для связывания атмосферного азота это вещество и получают.
Летуч, плавится без разложения под избыточным давлением азота. В холодной воде растворяется, в горячей полностью разлагается.

## Химические свойства
- При нагревании разлагается:

{\displaystyle {\mathsf {CaCN_{2}\ \xrightarrow {>1150^{o}C} \ CaC_{2}+N_{2}}}}
- В горячей воде переходит в мочевину и гидроксид кальция:

{\displaystyle {\mathsf {CaCN_{2}+3H_{2}O\ \xrightarrow {70^{o}C} \ Ca(OH)_{2}+(NH_{2})_{2}CO}}}
- С парами воды при высокой температуры образует аммиак:

{\displaystyle {\mathsf {CaCN_{2}+3H_{2}O\ \xrightarrow {300^{o}C} \ CaCO_{3}+2NH_{3}}}}
- Водородом восстанавливается до кальция и графита[5]:

{\displaystyle {\mathsf {CaCN_{2}+3H_{2}\ \xrightarrow {550-650^{o}C} \ Ca+C+2NH_{3}}}}

## Применение
В качестве компонента фитотоксического оружия и азотного удобрения.
В форме цитрата применяется в медицине (кальция карбимид, Calcium carbimide, Temposil, Колме, Мидзо, Циамид) — вызывает непереносимость алкоголя из-за блокирования фермента ацетальдегиддегидрогеназы и связанной с этим интоксикацией организма от накопления ацетальдегида.